# Cal Rocabut
Cal Rocabut és una obra modernista del Papiol (Baix Llobregat) inclosa a l'Inventari del Patrimoni Arquitectònic de Catalunya.

## Descripció
Edifici de planta rectangular, planta baixa i un pis. La façana principal està dividida amb una estructura típica: a la planta baixa una porta centralitzada entre dues finestres, totes tres obertures, rematades a la part superior per elements decoratius en maó, que en ressalten la forma. Al primer pis un balcó flanquejat per dues finestres (que repeteix així l'estructura inferior de la façana) que estan rematades amb rajoles amb decoració floral que al seu torn estan rematades per garlandes que flanquegen una tercera garlada ubicada a la part central i més alta de la façana, rematada a banda i banda per la balustrada en maó que dona una estructura terrassada al sostre.